# Stara Synagoga w Chrzanowie
Stara Synagoga w Chrzanowie – pierwsza drewniana synagoga znajdująca się w Chrzanowie. Jej dokładana lokalizacja nie jest znana.
Synagoga została zbudowana w drugiej połowie XVII wieku, jeszcze przed założeniem gminy żydowskiej. Synagoga prawdopodobnie spłonęła podczas któregoś z pożarów miasta w XVIII wieku.